# Östra Småland och Nyheterna
Östra Småland och Nyheterna var en svensk socialdemokratisk dagstidning i Kalmar med täckningsområde i södra Kalmar län. Östra Småland (kallad Östran) grundades 1928. I Oskarshamns kommun gavs en lokaledition under namnet Nyheterna ut. Nyheternas spridningsområde var den norra delen av Kalmar län. Nyheterna grundades 1920 som Oskarshamnsnyheterna men gick i konkurs och nystartade 1923. Tidningarna lades ner 2019.

## Historik
Tidningen var en del av A-Pressen fram till konkursen 1992. Sedan rekonstruktionen samma år ägdes tidningen helt av Sveriges socialdemokratiska arbetareparti. 
År 2011 blev Gota Media AB huvudägare (91 procent) med Östra Småland Intressenter AB som minoritetsägare (9 procent). I november 2019 meddelades det, med hänvisning till bristande lönsamhet, att tidningen skulle läggas ned.
De båda morgontidningarnas sista nummer gavs ut den 27 november 2019.
Styrelseordförande i Östra Småland AB är Bennie Ohlsson. Chefredaktör och ansvarig utgivare var Gunilla Persson. Bland tidigare chefredaktörer kan nämnas Sven Persson (1948–1978), Lars Engqvist (1978–1980) och Berndt Ahlqvist (1980–1991).